# Stygobromus harenoecus
Stygobromus harenoecus is een vlokreeftensoort uit de familie van de Crangonyctidae. De wetenschappelijke naam van de soort is voor het eerst geldig gepubliceerd in 1966 door Holsinger.